# Mevlevi

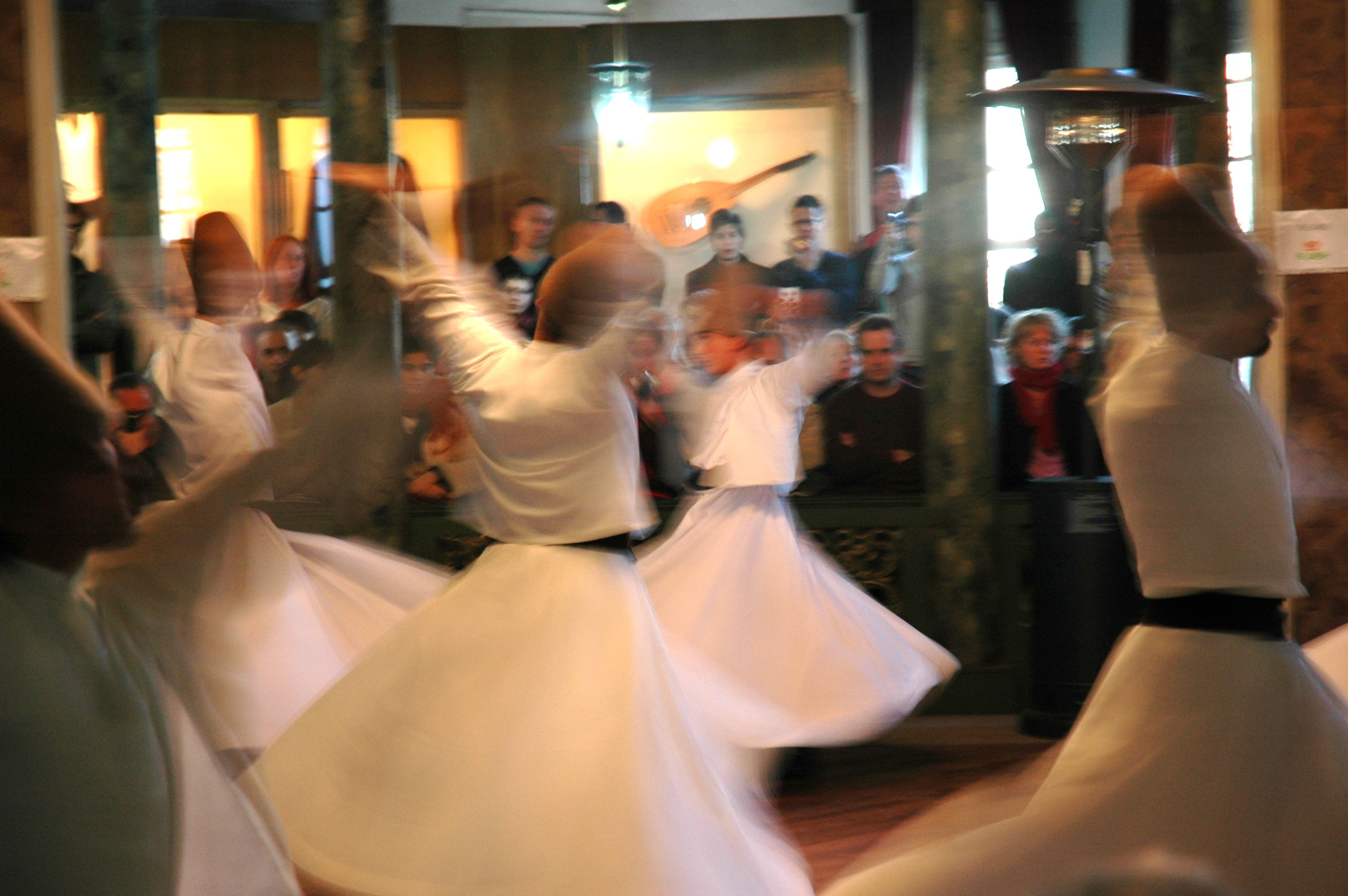
Dervixes rodopiantes em Istambul.

Mevlevi (em turco: Mevlevilik, "mevlevismo"; em turco otomano: مولويه, transl. Mevleviyye) é uma ordem (tariqa) sufi islâmica, fundada pelos seguidores de Jalaladim Maomé Rumi, um poeta, jurista e teólogo persa do século XIII, na cidade de Cônia, na atual Turquia. São conhecidos também como dervixes rodopiantes, devido à sua célebre prática do rodopio, como forma de dhikr (lembrança de Deus). Os iniciados no Caminho Sufi são chamados de dervixes.